# Cacerense Esporte Clube
El Cacerense Esporte Clube es un equipo de fútbol de Brasil que juega en el Campeonato Matogrossense de Segunda División, la segunda categoría del estado de Mato Grosso.

## Historia
Fue fundado el 5 de julio de 2005 en el municipio de Cáceres (Mato Grosso) como el equipo sucesor del desaparecido Cacerense Futebol Clube en un esfuerzo hecho por pobladores, empresarios y exjugadores del club anterior que buscaban regresar las glorias del desaparecido Cacerense.
En 2006 gana la primera edición de la Copa del Gobernador, su primer título importante tras haber perdido un solo partido, lo que les dio la clasificación al Campeonato Brasileño de Serie C, la tercera división nacional, para el año 2007. En esa primera aparición a escala nacional fue eliminado en la fase de grupos tras terminar en último lugar de su grupo, pero apenas quedó a dos puntos de la clasificación.
En ese año 2007 pierde la final de la copa estatal, pero logra ganar el título estatal por primera vez, lo que le dio la clasificación a la Copa de Brasil por primera ocasión, donde fue eliminado en la primera ronda por el Goiás EC del estado de Goiás.

## Palmarés
- Campeonato Matogrossense: 1

2007
- Copa de Mato Grosso: 1

2006